# Balthasar Permoser

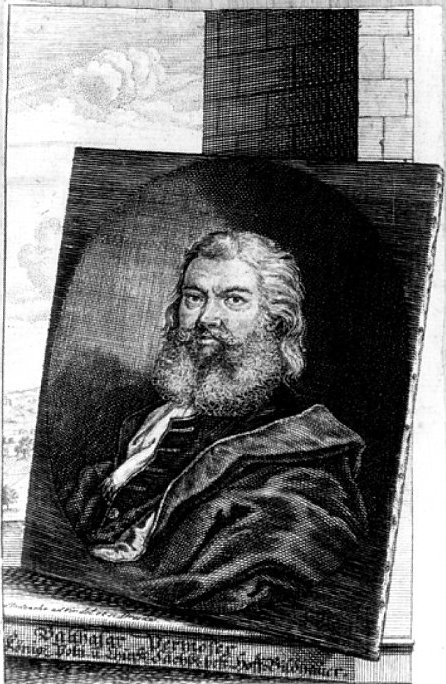
Porträtt av Balthasar Permoser, teckning av Moritz Bodenehr

Balthasar Permoser, född 13 augusti 1651, död 20 februari 1732, var en tysk skulptör.
Balthasar Permoser arbetade 1704–10 för hovet i Berlin, men hade från 1689 sin huvudsakliga verksamhet i Dresden, där han bland annat skulpterade monumentet över August den starke. I det nyuppförda Zwinger utförde han det förnämsta av den plastiska utsmyckningen. Hans skulpturer utformas ofta så att de organiskt växer fram ur arkitekturen. Permoser betraktas som en förmedlare mellan tysk och italiensk barockskulptur och kännetecknas av djärv fantasi och dekorativ formkänsla.